# Kaleh Now
Kaleh Now (persiska: کله نو) är en ort i Iran.   Den ligger i provinsen Östazarbaijan, i den nordvästra delen av landet, 500 km väster om huvudstaden Teheran. Kaleh Now ligger 1 885 meter över havet och antalet invånare är 162.
Terrängen runt Kaleh Now är huvudsakligen kuperad, men söderut är den platt. Runt Kaleh Now är det ganska glesbefolkat, med 22 invånare per kvadratkilometer. Närmaste större samhälle är Nokhvodābād, 11,0 km söder om Kaleh Now. Trakten runt Kaleh Now består i huvudsak av gräsmarker.